# Артур Лавджой
Артур Онкен Лавджой (англ. Arthur Oncken Lovejoy; 10 жовтня 1893, Берлін — 30 грудня 1962, Балтимор) — американський історик та філософ ідей.
Лавджой здобув освіту в Каліфорнійському університеті і в Гарварді, де, зокрема, відвідував лекції Вільяма Джемса і де захистив магістерську ступінь. Починав свою викладацьку кар'єру в Стенфорді (1899-1901), потім викладав сім років у Вашингтонському університеті в Сент-Луїсі. Після нетривалої співпраці з Колумбійським і Міссурійским університетами отримав посаду професора філософії університету Джона Хопкінса в Балтіморі, де і працював до свого відходу на пенсію в 1938. Він ніколи не був одружений і не мав власної сім'ї.